# Convention pour la répression de la traite des êtres humains et de l'exploitation de la prostitution d'autrui
La Convention pour la répression de la traite des êtres humains et de l'exploitation de la prostitution d'autrui a été adoptée par l'assemblée générale des Nations unies le 2 décembre 1949.
Cette convention peut être considérée comme le résultat des campagnes menées par le mouvement abolitionniste depuis la seconde moitié du XIXe siècle. En effet, la convention dans son préambule considère que « la prostitution et le mal qui l'accompagne, à savoir la traite des êtres humains en vue de prostitution, sont incompatibles avec la dignité humaine et la valeur de la personne humaine et mettent en danger le bien-être de l'individu, de la famille et de la communauté. »
En particulier, elle prévoit la suppression de toutes formes de fichage des personnes dans la prostitution, l'interdiction et la poursuite de toutes formes de proxénétisme et de lupanar, y compris si la personne prostituée se dit consentante, la protection et la réinsertion des personnes prostituées, en particulier celles victimes de la traite.
En 2012, 82 États l'avaient ratifiée et 25 l'avaient signée.

## Rédaction de la convention
L'idée d'une convention internationale liant la lutte contre la trafic d'êtres humains en vue de prostitution et le refus de la réglementation de la prostitution est née à la suite de deux grandes enquêtes menées par la Société des Nations en 1927 et 1936 qui établissaient que l'existence de bordels et la réglementation favorisaient la traite aussi bien au niveau national qu'au niveau international. Les travaux de rédaction débutèrent en 1937. Après avoir été suspendus pendant la Deuxième Guerre mondiale, ils furent achevés sous l'égide des Nations unies le 2 décembre 1949.

## Pays signataires et ratifications
- 1950
  - Israël
  - Liberia
- 1951
  - Danemark (signé, non ratifié)
- 1952
  - Cuba
  - Norvège (signé, non ratifié)
  - Pakistan
  - Philippines
  - Pologne (signé, non ratifié)
- 1953
  - Iran (signé, non ratifié)
  - Haïti
  - Inde (signé, non ratifié)
- 1954
  - Russie
  - Ukraine
- 1955
  - Bulgarie
  - Hongrie (signé, non ratifié)
  - Irak
  - Roumanie (signé, non ratifié)
- 1956
  - Myanmar (signé, non ratifié)
  - Biélorussie
  - Libye
  - Mexique
- 1957
  - Argentine
- 1958
  - Albanie
  - Brésil (signé, non ratifié)
  - Japon
  - Sri Lanka
- 1959
  - Égypte
  - Syrie
- 1960
  - France[N 1]
- 1962
  - Burkina Faso
- 1963
  - Espagne (signé, non ratifié)
  - Guinée
  - Corée du Sud
  - Algérie
- 1964
  - Mali
- 1965
  - Belgique (signé,ratifié)
  - Malawi
- 1966
  - Singapour (signé, non ratifié)
- 1968
  - Koweït
  - Venezuela
- 1972
  - Finlande (signé, non ratifié)
- 1973
  - Maroc
- 1976
  - Jordanie
- 1977
  - République du Congo
  - Niger
- 1978
  - Laos
- 1979
  - Djibouti
  - Équateur
  - Sénégal
- 1980
  - Italie (signé, non ratifié)
- 1981
  - Éthiopie
  - République centrafricaine
- 1982
  - Cameroun
- 1983
  - Bolivie
- 1985
  - Afrique du Sud (signé, non ratifié)
  - Chypre (signé, non ratifié)
  - Luxembourg
  - Afghanistan
  - Bangladesh (signé, non ratifié)
- 1986
  - Mauritanie
- 1989
  - Yémen
- 1990
  - Togo
- 1992
  - Croatie
  - Lettonie (signé, non ratifié)
  - Portugal (signé, non ratifié)
  - Seychelles
  - Slovénie
- 1993
  - Bosnie-Herzégovine
  - Honduras
  - Tchéquie (signé, non ratifié)
  - Slovaquie
- 1994
  - Macédoine du Nord
- 1995
  - Zimbabwe
- 1996
  - Azerbaïdjan
- 1997
  - Kirghizistan (signé, non ratifié)
- 1999
  - Côte d'Ivoire
  - Madagascar (signé, non ratifié)
  - République de Yougoslavie
- 2001
  - Tadjikistan
- 2003
  - Rwanda
  - Bénin (signé, non ratifié)
  - Nigeria (signé, non ratifié)
  - États fédérés de Micronésie (signé, non ratifié)
  - Maurice (signé, non ratifié)
  - Lesotho (signé, non ratifié)
  - Indonésie (signé, non ratifié)
  - Ghana (signé, non ratifié)
- 2004
  - Ouzbékistan
  - Cambodge (signé, non ratifié)
- 2006
  - Monténégro
  - Kazakhstan (signé, non ratifié)
- 2007
  - Paraguay (signé, non ratifié)
  - Guatemala